# Plougourvest
Plougourvest is een gemeente in het Franse departement Finistère (regio Bretagne). De plaats maakt deel uit van het arrondissement Morlaix. Plougourvest telde op 1 januari 2022 1.486 inwoners.

## Geografie
De oppervlakte van Plougourvest bedroeg op 1 januari 2022 14,07 vierkante kilometer; de bevolkingsdichtheid was toen 105,6 inwoners per km².

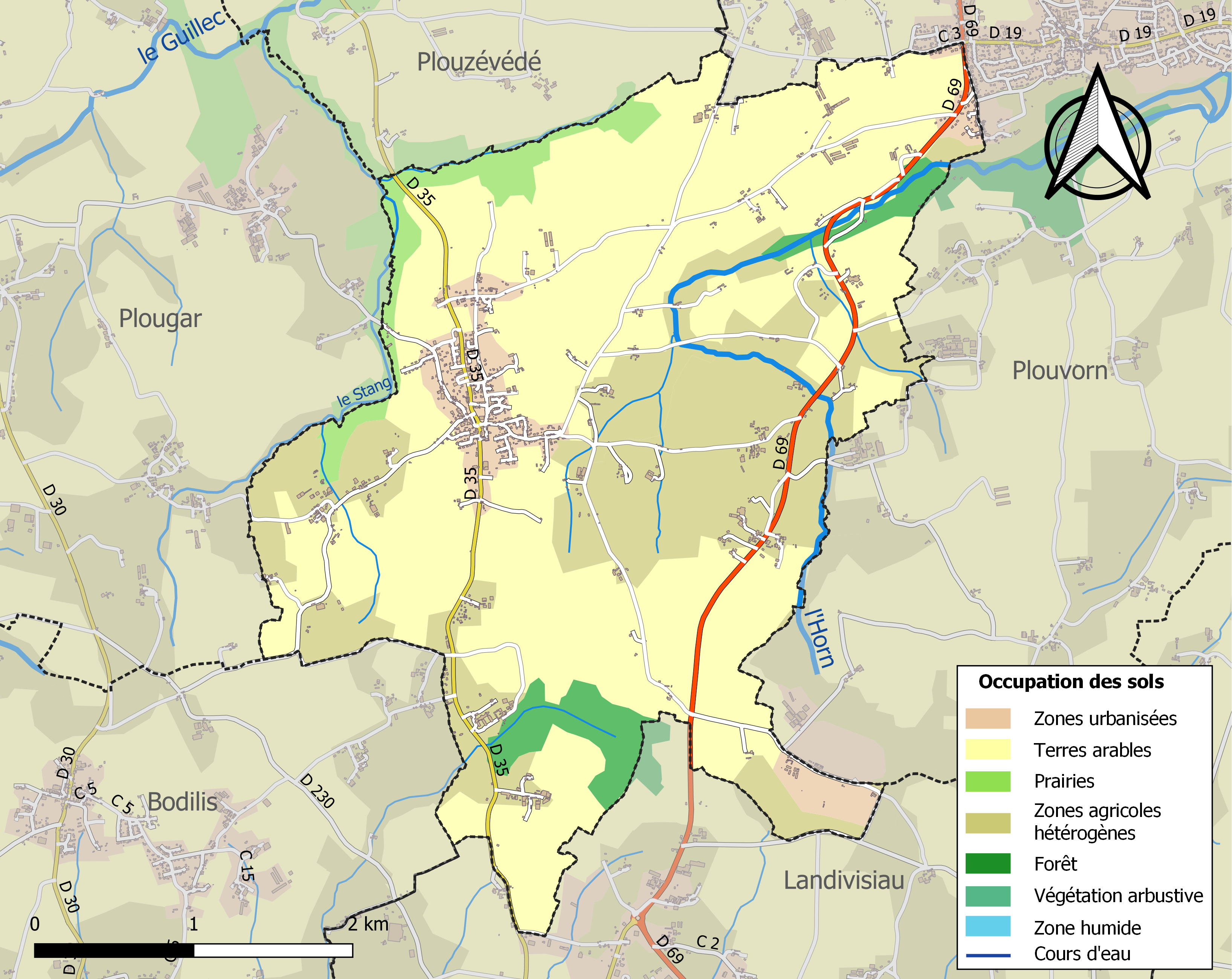
Kaart van de gemeente met belangrijkste infrastructuur, bodemgebruik en omliggende gemeenten

## Demografie
Onderstaande figuur toont het verloop van het inwonertal (bron: INSEE-tellingen).